# Der Dräumling
Der Dräumling ist ein Roman von Wilhelm Raabe, der  vom April 1870 bis zum Mai 1871 entstand und 1872 bei Otto Janke in Berlin erschien. Raabe erlebte 1893 und 1905 Nachauflagen. Die vierte Auflage erschien in Raabes Todesjahr. Hermann Klemm, ebenfalls in Berlin, brachte 1919 und 1921 die 5. und 6. Auflage heraus.

## Inhalt

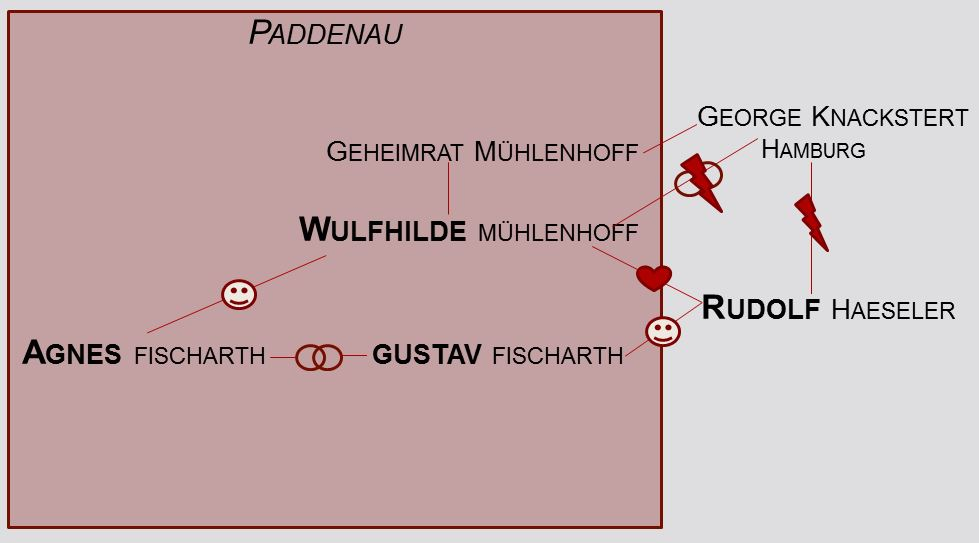
Personenkonstellation

Den Philologen Gustav Fischarth aus Öbisfelde hat es als Rektor nach Paddenau verschlagen. In dem Städtchen Paddenau leben 7000 Seelen. Es liegt auf einer Halbinsel in dem ausgedehnten, viel verzweigten norddeutschen Sumpf Dräumling. Der Schulmann, ein Prügelpädagoge, hat über den Gebrauch des Haselrohrs in den Gymnasien der Griechen promoviert. Die im Druck vorliegende Dissertation war nicht in den Buchhandel gelangt. Agnes, die hochgebildete Gattin des Rektors, stammt aus der Stralauer Straße in Berlin. Sie hat dem Gatten Drillinge geschenkt. Eines der beiden kleinen Mädchen stirbt.
Fischarth hatte das väterliche Vermögen während des Philologiestudiums in Bonn durchgebracht. Einer der damaligen Kommilitonen, der Sumpfmaler Rudolph Haeseler aus dem Rheinland, taucht in Paddenau auf. Im Gegensatz zu seinem Studienfreund ist der Maler vermögend und Junggeselle. Das gemietete Wohnhaus des Rektors liegt direkt am Dräumling. Teile des Sumpfes haben an jener Stelle See-Gestalt angenommen. Wulfhilde Mühlenhoff besucht per Ruderboot die Freundin Agnes. Dem pensionierten Vater des Fräuleins – das ist der larmoyant-grämliche Witwer Dr. Mühlenhoff, Geheimer Rat und ehemals Prinzenerzieher – sind solche Visiten ein Dorn im Auge. Will doch Wulfhilde auf der unmittelbar bevorstehenden Feier des 100. Schiller-Geburtstages  die albernen Verse  des poetisierenden Schulmeisters Fischarth deklamieren. Der Vater möchte den Namen Mühlenhoff sauber halten, ist aber gegen die Tochter machtlos. So ruft er in seiner Not einen reichen Verwandten aus Hamburg herbei. George Daniel Knackstert reist an und steigt im „Grünen Esel“ beim Gastwirt Ahrens ab. Längst hatte der Vater den geschätzten Verwandten als Gatten für Wulfhilde bestimmt.
Der Landschaftsmaler liebt das Mädchen. Es entbrennt der Kampf um Wulfhilde. Knackstert, der einer der Hamburger Schillerfeiern mit Müh und Not entronnen und in Paddenau aus dem Regen in die Traufe gekommen ist, kämpft mit unlauteren Mitteln. Die Paddenauer Schillerfeier soll nämlich im „Grünen Esel“ stattfinden. Knackstert verspricht dem Wirt 200 Taler, falls es ihm gelingt, beim örtlichen Schiller-Komitee ganz kurzfristig die Feier durch Verlegung in ein anderes Lokal platzen zu lassen. Der Bestechungsversuch scheitert. Der Maler sperrt an jenem 10. November 1859 den Festredner, seinen Studienfreund, ein und hält die Festrede selbst. Darin erwähnt er in einem Nebensatz den Bestechungsversuch. Der Herr Wirt Ahrens empfiehlt daraufhin dem Gast aus Hamburg dringend die Abreise.
Wulfhildes Rezitation kommt gut an. Knackstert räumt das Schlachtfeld. Der pensionierte Prinzenerzieher nimmt mit dem Sumpfmaler als neuem Schwiegersohn notgedrungen vorlieb. Der alte Vater muss auf den Einzug in die weiße Villa des verschwägerten Großkaufmanns in Blankenese verzichten. Haeseler möchte in Paddenau bleiben. Der neue Schwiegersohn fasst den käuflichen Erwerb einer Villa am Starnberger See als bescheidene Sommerresidenz ins Auge.

## Form
Raabe entführt den Leser in ein Reich der Phantasie. Darin treten zum Beispiel Goethe und Schiller auf. Beide Dichter betrachten aus ihrem Olymp das Treiben im Sumpf. Nicht nur bei der Detektion des Sprechers Goethe muss der Leser einigermaßen gebildet sein. Der Leser muss nämlich Goethe über das Schlüsselwort Stadelmann erkennen. Der Philologe Fischarth und auch sein Freund, der Maler Haeseler, haben zudem eine fatale Eigenart. Beide sagen nicht, was sie meinen. So kann weder der Leser noch der jeweilige Gesprächspartner des Protagonisten das Gemeinte auf Anhieb erkennen. Die beiden Bildungsbürger verkleiden ihr Anliegen in Episoden aus der antiken Mythologie beziehungsweise in Begebenheiten aus der französischen Geistesgeschichte.
Raabe spricht in Symbolen. „Dräumling“ wird zweideutig verwendet. Er ist nicht nur ein norddeutsches Sumpfgebiet in Wesernähe, sondern auch die Masse oder aber ein Teil der gerade karikierten Paddenauer Philister. Letztere haben ihren Schiller im Bücherschrank stehen und wollen sein Vordringen in das Stammlokal, den „Grünen Esel“, unter allen Umständen verhindern. Trotzdem werden sie auf der örtlichen Schillerfeier von Agnes und dem Festredner Haeseler nach Wulfhildes Rezitation der schlechten Verse des Prügelpädagogen zu Stürmen der Begeisterung hingerissen.
In seinem Roman Der Dräumling verwendet Raabe die Perspektive eines Erzählers, der außerhalb der Geschehnisse steht und nicht Teil der erzählten Welt ist. Diese Form wird als extra-heterodiegetischer Erzähler bezeichnet. Dabei nimmt der Erzähler die Position der Nullfokalisierung ein, ähnlich dem auktorialen Erzähler: Der Erzähler hat die Übersicht und steht über den Figuren und ihren Handlungen. Er ist allwissend und hält die Fäden der Geschichte zusammen. Im Roman tauchen diese Merkmale vor allem durch Orts- und Perspektivwechsel auf. Das geschieht zum Beispiel, wenn von den Geschehnissen vor dem Haus des Rektors zu den Gesprächen im Gasthaus umgeschwenkt wird.
Ebenso treten die Figuren des Romans selbst als Erzähler auf. Besonders auffällig ist hierbei der Maler, der viele Rückblicke aus seinem Leben erzählt. Da die Figuren Teil der erzählten Welt sind, spricht man in diesem Fall von einem intradiegetischen Erzähler mit einer internen Fokalisierung. Somit ist ihre Sichtweise auf sie selbst und ihre persönliche Meinung eingeschränkt.

## Zitat
- „Es lebe das freie Lachen“.[9]

## Selbstzeugnisse
- An den Bruder[10]: „Das Werck ist im graden Gegensatz zu der jetzt oft so widerlich hervortretenden Selbstverherrlichung des deutschen Philistertums geschrieben.“
- An Wilhelm Jensen[11]: „Der Dräumling wird ein schönes Buch, aber die schlechte Welt wird es wie gewöhnlich nicht glauben wollen.“

## Rezeption
- Wilhelm Jensen vermisst in dem Buch „einen bedeutsamen Grundgedanken“[12].
- Johann Jacob Honegger schreibt im August 1872 in den Leipziger „Blättern für literarische Unterhaltung“: „Das ist immerhin Humor von echtem Wasser, das Ganze nicht eben eine Composition großen Stils, aber angenehm zu lesen.“[13]
- Anton Schönbach meint 1875: „Höchst eigentümlich ist es, wie dieses trübe, phantastische Helldunkel unterbrochen wird durch ganz realistischen, leuchtenden Humor.“[14]
- Arno Schmidt[15] sieht in „Zettel’s Traum“ Parallelen des „Dräumlings“ zu „Die Frau in Weiß“ (1860) von Wilkie Collins.
- Oppermann[16] versteht den Roman unter anderem als Selbstzeugnis des Künstlers Raabe, in dem er die Position des allwissenden Erzählers verlasse. Doch das Reden der Figuren in Sinnbildern sprenge den Rahmen. Der Autor verspotte den „hohen Pathos“ Schillers und verehre den Dichter im gleichen Text liebevoll. Der Sumpfmaler Haeseler trage Züge Raabes.
- Nach Klingenberg könnten Johann Georg Fischer und Wilhelm Jensen bei der Figur des Rektors Pate gestanden haben[17].
- Meyen[18] nennt weiter führende Arbeiten: Otto Kamp (Leipzig 1893), Wilhelm Börker, Wilhelm Fehse, Hans-Jürgen Meinerts (Braunschweig 1899, 1924, 1937, 1949), Johannes Iltz, Franz Hahne (Wolfenbüttel 1926, 1940).

## Ausgaben

### Erstausgabe
- Der Dräumling. Von Wilhelm Raabe. 308 Seiten. Otto Janke, Berlin 1872[19]

### Verwendete Ausgabe
- Der Dräumling S. 5–193 in: Peter Goldammer (Hrsg.), Helmut Richter (Hrsg.): Wilhelm Raabe. Ausgewählte Werke in sechs Bänden. Band 5: Der Dräumling. Zum Wilden Mann. Frau Salome. Vom alten Proteus. Horacker. Wunnigel. 884 Seiten. Aufbau-Verlag Berlin und Weimar 1965 (Textgrundlage: Karl Hoppe (Hrsg.): die historisch-kritische Braunschweiger Ausgabe (siehe unten))

### Weitere Ausgaben
- Der Dräumling. S. 5–201, mit einem Anhang, verfasst von Hans-Jürgen Meinerts und Karl Hoppe, S. 453–484 in: Hans-Jürgen Meinerts (Bearb.): Der Dräumling. Christoph Pechlin. (2. Aufl.) Vandenhoeck & Ruprecht, Göttingen 1968. Bd. 10, ohne ISBN in Karl Hoppe (Hrsg.), Jost Schillemeit (Hrsg.), Hans Oppermann (Hrsg.), Kurt Schreinert (Hrsg.): Wilhelm Raabe. Sämtliche Werke. Braunschweiger Ausgabe. 24 Bde.
- Erika Weber (Hrsg.), Anneliese Klingenberg (Hrsg.): Der Dräumling. Mit Dokumenten zur Schillerfeier 1859 320 Seiten. Aufbau-Verlag Berlin und Weimar 1984